# Bảo tàng Cách mạng Việt Nam
Viện Bảo tàng Cách mạng Việt Nam là nơi tái hiện lịch sử đấu tranh hàng trăm năm qua của nhân dân Việt Nam chống Pháp, chống Nhật, chống Mỹ, chống phong kiến, giành lại nền độc lập tự do cho Việt Nam. Bảo tàng tọa lạc tại số 25 phố Tông Đản, phường Tràng Tiền, quận Hoàn Kiếm, thành phố Hà Nội.
Sau năm 2011, Bảo tàng Cách mạng Việt Nam được hợp nhất với Bảo tàng Lịch sử Việt Nam thành Bảo tàng Lịch sử Quốc gia.

## Lịch sử
Tháng 12 năm 1954, sau hai tháng trở về Hà Nội, Hội đồng chính phủ (nay là Chính phủ) quyết định xây dựng Viện Bảo tàng Cách mạng. Từ đây việc thu thập hiện vật được tiến hành trên khắp miền Bắc và tới ngày mùng 6 tháng 1 năm 1959 Viện Bảo tàng Cách mạng Việt Nam làm lễ khánh thành.

## Kiến trúc và hiện vật
Nơi đây nguyên là Sở thương chính Việt Nam cũ, mặt chính quay ra đường Trần Quang Khải, mặt sau là phố Tôn Đản. Sau khi cải tạo gồm 29 phòng, trưng bày trên 4 vạn hiện vật. Phòng đầu tiên giới thiệu chung về con người và đất nước Việt Nam, phòng cuối cùng giới thiệu tình đoàn kết của thế giới với Việt Nam. 27 phòng khác trưng bày hiện vật về cuộc đấu tranh của chống Pháp, chống Nhật, chống Mỹ, từ thế kỷ 19 đến năm 1975.
Tại đây có những bộ sưu tập về hoạt động cách mạng của Hồ Chí Minh và các lãnh tụ khác, các sách báo của Đảng Cộng sản Việt Nam (1920-1945), cờ của Đảng năm 1930, cờ đỏ sao vàng năm 1941, sưu tập vũ khí trong đó đặc biệt có lưỡi mác của đội xích vệ ở Nghệ An năm 1930, súng khai hậu của du kích Bắc Sơn năm 1941, bệ phóng tên lửa bắn máy bay B-52...